# درک مک‌گرث
دِرِک مک‌گِرَث (انگلیسی: Derek McGrath) بازیگر اهل کانادا است.

## گزیدهٔ آثار

### سینما
- کری (۲۰۱۳)
- دانشکده پلیس ۴ (۱۹۸۷)

### تلویزیون
- مسجد کوچکی در مرغزار (۲۰۱۱–۲۰۰۷)
- متأهل… بچه‌دار (۱۹۸۷)